# 门特沃尔德
门特沃尔德（荷蘭語：Menterwolde）是荷兰东北部格罗宁根省的一个旧市镇，面积为81.62平方公里，2007年人口为12,554。
2018年1月，門特沃爾德與同省的霍赫贊德-薩珀梅爾和斯洛赫特倫合併，成立新的市镇－中格罗宁根（Midden-Groningen）。

## 人口中心
- Borgercompagnie
- Meeden
- Muntendam
- Noordbroek
- Tripscompagnie
- Zuidbroek